# Concursul Muzical Eurovision Junior 2022
Concursul muzical Eurovision Junior 2022 a fost cea de-a 20-a ediție a concursului anual, organizat de către Uniunea Europeană de Radio și Televiziune, în colaborare cu Compania Publică de Televiziune din Armenia (AMPTV). Acesta a avut loc pe 11 decembrie 2022 în Complexul sportiv și de concerte al lui Karen Demirchian, Erevan, ca urmare a câștigării ediției anterioare de către Maléna cu piesa „Qami Qami” (in română „Vânt-vânt”). Franța a câștigat competiția pentru a doua oară, fiind reprezentată de Lissandro cu piesa „Oh Maman!”.

## Loc de desfășurare

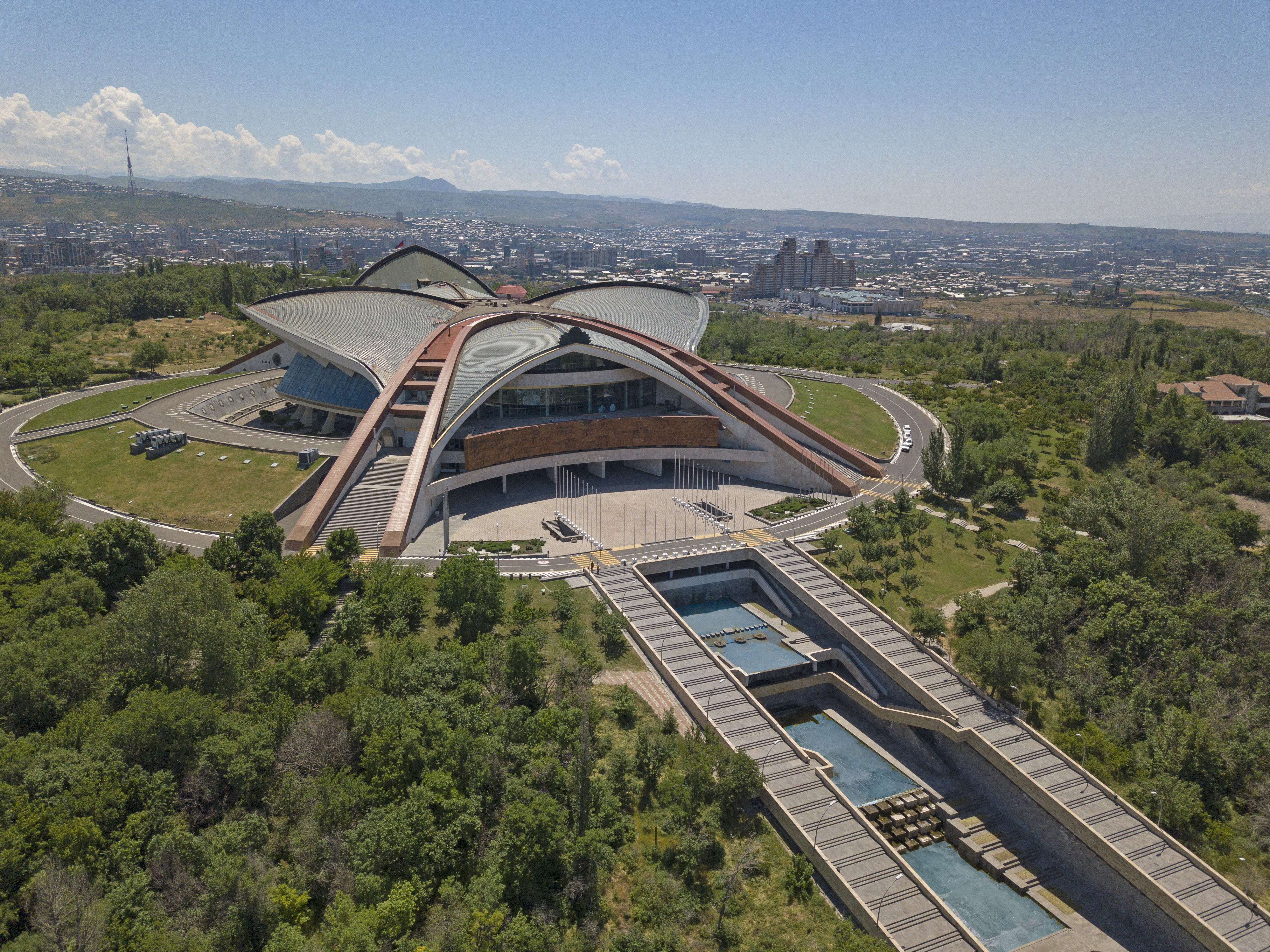
Complexul sportiv și de concerte al lui Karen Demirchian, loc de defășurare

Găzduirea Armeniei a fost confirmată de EBU la 21 decembrie 2021, după victoria lor la concursul din 2021 cu două zile înainte. Inițial, spre deosebire de Eurovision Song Contest, țara câștigătoare nu a primit drepturile automate de a găzdui următorul concurs. Cu toate acestea, din 2019, fiecare concurs a fost găzduit de țara câștigătoare a anului precedent. Locul de desfășurare a fost dezvăluit pe 17 februarie 2022 în timpul unei reuniuni a cabinetului guvernului armean, în care prim-ministrul Nicol Pașinian a făcut anunțul. Pașinian a menționat, de asemenea, că guvernul a alocat fonduri locației pentru a se pregăti pentru eveniment. S-a raportat deja la începutul acelei săptămâni că Erevan va fi orașul gazdă.

## Pregătiri pentru concurs
Tema de artă și sloganul concursului, „Spin the Magic”, au fost dezvăluite pe 26 septembrie 2022. Opera de artă prezintă ca motiv principal un titirez în stil armean. AMPTV a clarificat că dezvăluirea temei artistice a fost amânată din cauza ciocnirilor din septembrie dintre Armenia și Azerbaidjan. Într-un comunicat de presă, AMPTV a precizat că „pregătirile pentru concurs sunt în desfășurare, iar conform programului, nu a mai fost posibilă modificarea termenelor”, și-a exprimat totodată speranța că concursul se va desfășura în condiții pașnice.
Pe 8 noiembrie, a fost dezvăluit că costul organizării competiției s-ar ridica la aproape 13 milioane EUR. Acest buget include aspecte precum candidatura armeană pentru festival în sine, renovarea echipamentului entității publice pentru festival, diferite acte și activități la Erevan în săptămâna concursului sau achiziționarea de mijloace tehnice către AMPTV. Stage Style a fost numită compania responsabilă de aspectele decorative ale festivalului: anterior au întreprins diverse proiecte legate de televiziunea gazdă AMPTV.
Prezentatorii au fost dezvăluiți pe 18 noiembrie 2022. Iveta Mukuchyan, Garik Papoyan și Karina Ignatyan vor fi prezentatorii emisiunii. Ignatyan a fost, de asemenea, candidatul armean la Concursul Muzical Eurovision Junior 2019, iar Mukuchyan a fost participantul armean la Concursul Muzical Eurovision 2016. Robin the Robot, un robot cu emoții artificiale dezvoltat de compania armeană de IT Expper Technologies, a fost dezvăluit ca prezentator invitat pe 1 decembrie. Robin a fost prima gazdă non-umană din istoria Eurovision.

## Lista țărilor participante
La 26 septembrie 2022, EBU a anunțat că 16 țări vor participa la concurs. După o pauză de 16 ani, Regatul Unit va reveni la concurs. Azerbaidjan, Bulgaria, Germania și Rusia nu vor reveni după ce au participat în 2021, radiodifuzorii acestuia din urmă fiind suspendați pe termen nelimitat din EBU.
| Nr. | Țară              | Artist                    | Cântec                                      | Traducere                | Limbă                | Loc | Puncte |
| --- | ----------------- | ------------------------- | ------------------------------------------- | ------------------------ | -------------------- | --- | ------ |
| 1   | Țările de Jos     | Luna                      | „La festa”                                  | „Petrecerea”             | olandeză, engleză,   | 7   | 128    |
| 2   | Polonia           | Laura                     | „To the Moon”                               | „Pana la luna”           | poloneză, engleză    | 10  | 95     |
| 3   | Kazahstan         | David Tșarlin             | „Jer-Ana (Mother Earth)” (Жер-Ана)          | „Mama Natură”            | kazahă, engleză      | 15  | 47     |
| 4   | Malta             | Gaia Gambuzza             | „Diamonds in the Skies”                     | „Diamante pe cer”        | engleză              | 16  | 43     |
| 5   | Italia            | Chanel Dilecta            | „Bla Bla Bla”                               | –                        | italiană, engleză    | 11  | 95     |
| 6   | Franța            | Lissandro                 | „Oh Maman!”                                 | „Oh, mama!”              | franceză             | 1   | 203    |
| 7   | Albania           | Kejtlin Gjata             | „Pakëz diell”                               | „Un pic de soare”        | albaneză             | 12  | 94     |
| 8   | Georgia           | Mariam Bigvava            | „I Believe”                                 | „Eu cred”                | georgiană, engleză   | 3   | 161    |
| 9   | Irlanda           | Sophie Lennon             | „Solas”                                     | „Lumina”                 | irlandeză            | 4   | 150    |
| 10  | Macedonia de Nord | Lara feat. Iovan și Irina | „Jivotot e pred mene” (Животот е пред мене) | „Viața mea înaintea mea” | macedoneană, engleză | 14  | 54     |
| 11  | Spania            | Carlos Higes              | „Señorita”                                  | „Domnișoară”             | spaniolă             | 6   | 137    |
| 12  | Regatul Unit      | Freya Skye                | „Lose My Head”                              | „Să-mi pierd capul”      | engleză              | 5   | 146    |
| 13  | Portugalia        | Nicolas Alves             | „Anos 70”                                   | „Anii șaptezeci”         | portugheză           | 8   | 121    |
| 14  | Serbia            | Catarina Savitș           | „Svet bez granița” (Свет без граница)       | „Lume fără frontiere”    | sârbă                | 13  | 92     |
| 15  | Armenia           | Nare                      | „Dance!”                                    | „Dansează!”              | armeană, engleză     | 2   | 180    |
| 16  | Ucraina           | Zlata Dziunka             | „Nezlamna (Unbreakable)” (Незламна)         | „Incasabil”              | ucraineană           | 9   | 111    |

## Alte țări

### Țări participante în 2021 care nu s-au întors în 2022
- Azerbaidjan – În ianuarie 2022, Eldar Rasulov, un membru al delegației azere, a declarat că țara trebuie să participe, indiferent unde se desfășoară concursul, ca răspuns la zvonurile că se vor retrage din cauza viitorului concurs care va avea loc în Armenia.[11] Cu toate acestea, în cele din urmă, țara nu a apărut pe lista finală a participanților.
- Bulgaria – Pe 9 decembrie 2021, contul de Twitter Eurovision, care în trecut aparținea radiodifuzorului bulgar, întrebat dacă va participa la competiție, a răspuns că în prezent caută o metodă de selectare a reprezentantului său, dar în septembrie 2022 la fel contul a început să informeze că Bulgaria nu va participa la competiție fără a oferi un motiv.[12][13] În cele din urmă, țara nu a apărut pe lista finală a participanților.
- Germania – În august 2022, postul german NDR a confirmat că nu vor participa în 2022 din cauza unei „pause creative” și a avertismentelor parțiale de călătorie pentru Armenia emise de Ministerul Federal de Externe.[14] Totuși, vor difuza în continuare concursul, în vederea revenirii în 2023.
- Rusia – În ciuda faptului că și-au confirmat inițial participarea la 13 februarie 2022, toți membrii EBU din Rusia și-au anunțat retragerea din uniune pe 26 februarie, ca răspuns la excluderea lor de la Concursul Muzical Eurovision 2022 din cauza invazei Rusiei în Ucraina.[15][16] La 26 mai, EBU a făcut efectiv suspendarea membrilor săi ruși, determinând Rusia să piardă pe termen nelimitat drepturile de difuzare și de participare pentru viitoarele evenimente Eurovision, inclusiv Eurovision Junior.[17]

### Alte țări retrase
Următoarele țări au confirmat că nu intenționează să revină în competiție în 2022 fără a oferi un motiv:
| - Cipru - Danemarca - Grecia - Lituania - Letonia | - Republica Moldova - România - San Marino - Suedia - Țara Galilor |